# Manifestní a latentní funkce
Pojmy manifestní a latentní funkce byly poprvé rozlišeny sociologem Robertem Kingem Mertonem, představitelem sociologického směru funkcionalismu. Tyto pojmy Merton rozpracoval ve své stati Manifest and Latent Functions. Manifestní funkce jsou zjevné funkce, které odpovídají záměrům jednajících osob, zatímco funkce latentní jsou funkce spíše skryté a jednajícími nezamýšlené. 

## Funkcionální analýza
V roce 1949, vydal Merton svou nejvýznamnější knižní práci Social Theory and Social Structure (V roce 1968 byla vydána v doplněném a rozpracovaném vydání). Ve stati Manifest and Latent Functions se Merton věnoval mimo jiné kodifikaci funkcionální analýzy. V rámci této analýzy se věnoval právě pojmům manifestní a latentní funkce, které umožňují analyticky odlišit vědomou motivaci a záměr jednajících od objektivních důsledků. Právě pomocí latentních funkcí je možné analyzovat zdánlivě iracionální sociální vzorce. Jedná se o praktiky, které jsou ve společnosti stále opakovány, přestože jejich manifestní funkce není dosažena (a někdy ani být nemůže, například vlivem přírodních podmínek). Podle R. K. Mertona by tak podstatnou část sociologického bádání mělo tvořit právě popisování a odkrývání těchto latentních funkcí, jelikož sledováním pouze manifestních funkcí a obsahů by se sociologie mohla omezit na pouhé konstatování faktů, které jsou ve většině případů všeobecně známy. Přínosem pro sociologii by tedy mělo být především odtajňování, zkoumání a analýza latentních funkcí lidských činností, tedy těch, jež původně lidé neplánovali .

## Manifestní funkce
Aby R. K. Merton rozlišil nezáměrné a záměrné efekty lidských motivací, jednání a činností, zavedl pojem manifestní funkce. 
Manifestní funkce jsou funkce zjevné, které jsou účastníky či aktéry společenského dění zamýšleny a poznávány, odpovídají původnímu záměru a přinášejí předpokládané důsledky.
Funkcí manifestní je například činnost hráčů fotbalového týmu vyhrávat fotbalová utkání s jinými týmy. 

## Latentní funkce
R. K. Merton je také autorem pojmu latentní funkce. Míní jím účinek nějakého sociálního jednání, jenž nebyl jednajícím ani zamýšlen, ani vnímán. 
Problematika nezamýšleného důsledku byla sice známa již Aristotelovi a stala se tématem také ve středověké filosofii, klasické filosofii (zabýval se jí G. W. F. Hegel) a dokonce i později v ekologických souvislostech (zabýval se jí F. Engels) a v sociologii se ji věnoval také E. Durkheim. R. K. Merton byl však první, který tento fenomén stabilizoval jako vědecký pojem.
Příkladem latentní funkce činnosti fotbalového týmu je například vytváření a udržování přátelských vztahů mezi hráči (tzv. latentní eufunkce) nebo naopak nelegální podnikání vrcholových sportovců (tzv. latentní dysfunkce).

## Další příklady manifestních a latentních funkcí

### Kmen Hopi
R. K. Merton využil praktiky kmene Hopi k ilustraci manifestních a latentních funkcí. Hopiové v Arizoně a Novém Mexiku praktikují speciální druh tance, kterým se snaží přivolat déšť. Manifestní funkcí tohoto obřadu je víra Hopiů, že tancem přivolají déšť, který potřebují pro svou úrodu. Merton v souladu s Durkheimovou teorií náboženství, ale upozorňuje na latentní funkci tohoto jednání, což je soudržnost kmene, která je tímto tancem podporována.

### Prohibice v USA
Dalším příkladem může být prohibice v USA. Její manifestní, tedy zamýšlenou funkcí, mělo být odstranění negativních jevů spojených s alkoholismem a požíváním alkoholických nápojů. Toto opatření ovšem vedlo ke zvýšené kriminalitě, která byla spojena s ilegální výrobou, konzumací a distribucí alkoholických nápojů, což je tedy latentní, původně nezamýšlenou funkcí prohibice.

## Použitá literatura
1. Šubrt, Jiří et al. Soudobá sociologie II. Teorie sociálního jednání a sociální struktury. Praha : Karolinum, 2008.
2. Šubrt, Jiří a Balon, Jan. Soudobá sociologická teorie. místo neznámé : Grada,
2010.
3. Linhart, J., Petrusek, M., Vodáková, A., Maříková, Hana. Velký sociologický slovník. Praha :Karolinum, 1996.
4. Jandourek, Jan. Úvod do sociologie. Praha : Portál, 2003. 
5. Giddens, Anthony. Sociologie. Praha : Argo, 2013.